# Schweizer Kindermuseum

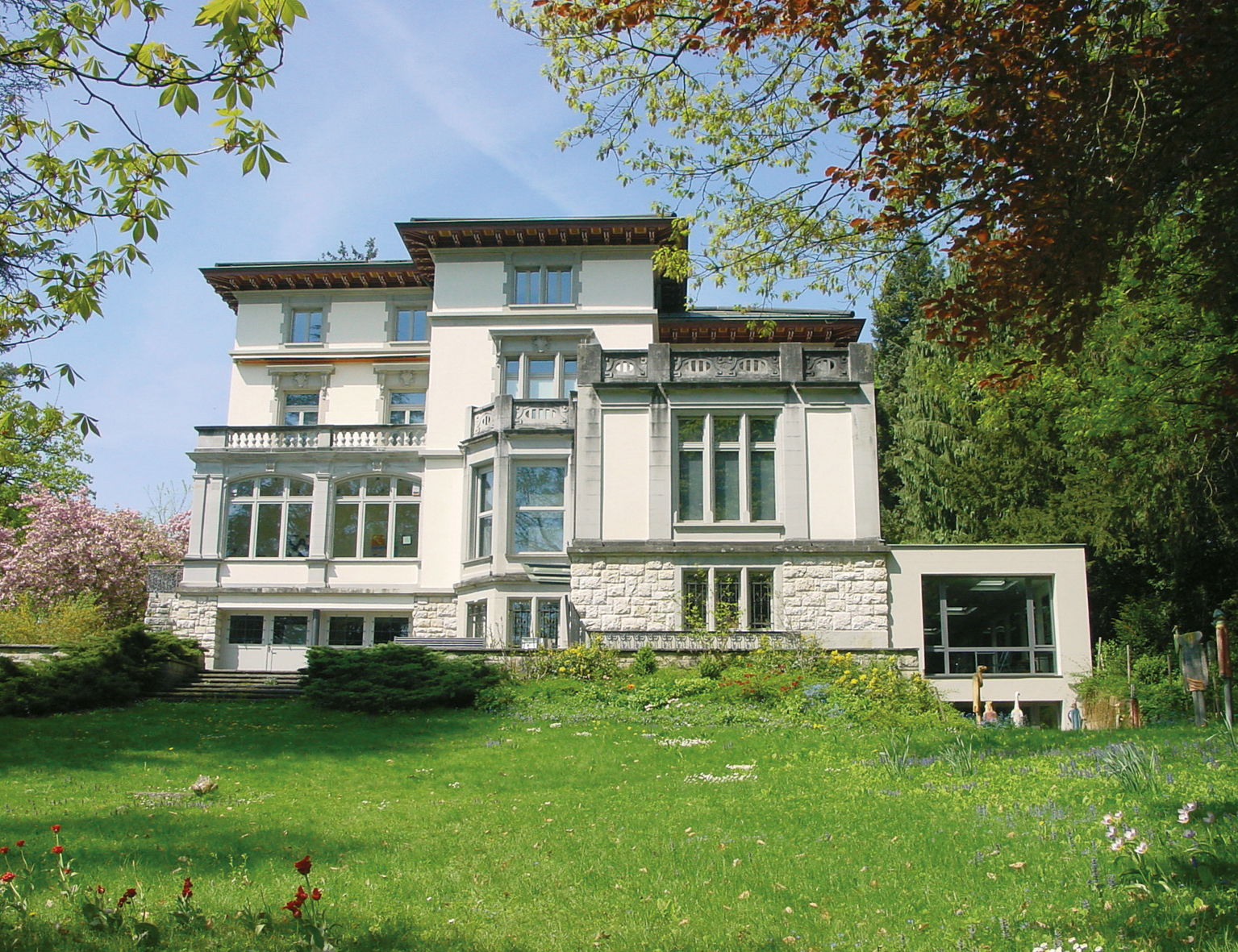
Kindermuseum Architektur

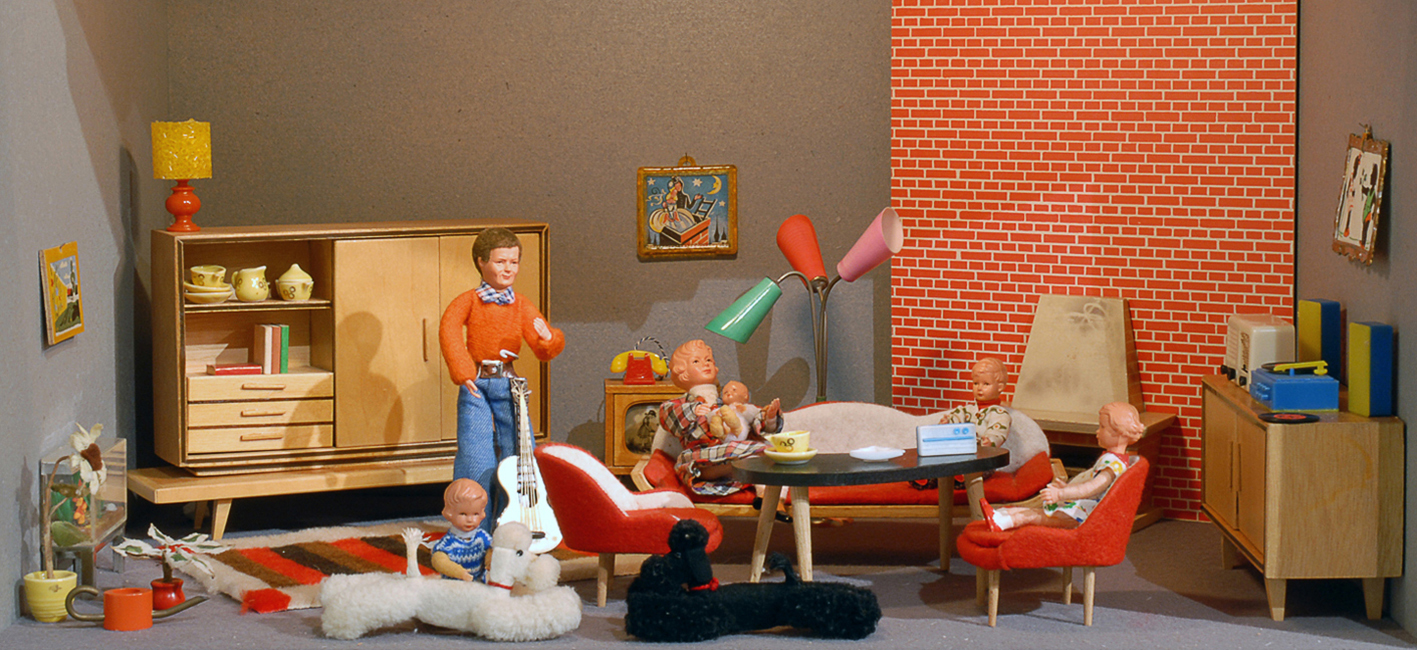
Im Spielzeug spiegelt sich die Welt der Erwachsenen

Das Schweizer Kindermuseum in Baden, Kanton Aargau, thematisiert Kindheit, die Welt des Kindes und ihre Veränderungen durch die vergangenen Jahrhunderte bis in die Gegenwart. Es gründet auf einer umfangreichen Studiensammlung samt Fachbibliothek zu 300 Jahren Kinderkultur.

## Museumskonzept
Das Museum, ein begehbares Geschichtsbuch, macht Kindheitsgeschichte der vergangenen 300 Jahre durch sein Anschauungsmaterial erlebbar. Im Fokus steht das Kind von der Werdung zum bewussten Sein, Erziehung und Zeitgeist, ausserschulisches Lernen und das Kind als Wirtschaftsfaktor. Ausgestellt sind Objekte aus dem Kinderalltag, Spiele und Spielzeug, Lehrmittel aus Kindergarten und Schule, populäre Druckgrafik, Volkskunst, Kindermobiliar, Kinderwerbung und Kinderbücher. Spiel- und Experimentierstationen laden zum Entdecken, Experimentieren, Spielen und Gestalten ein. Im Winterhalbjahr bietet das Museum seinen Besuchern ein Aktivitätenprogramm. Sonderschauen behandeln verschiedene Gebiete der Kinderkultur. Das Museum, ein Haus der Generationen, ist ein Treffpunkt für Gross und Klein aus unterschiedlichen Kulturen. Es fördert den Dialog und den Wertetransfer und steht im Dienste von Kindern, Erwachsenen, Schulen und Hochschulen.

## Geschichte

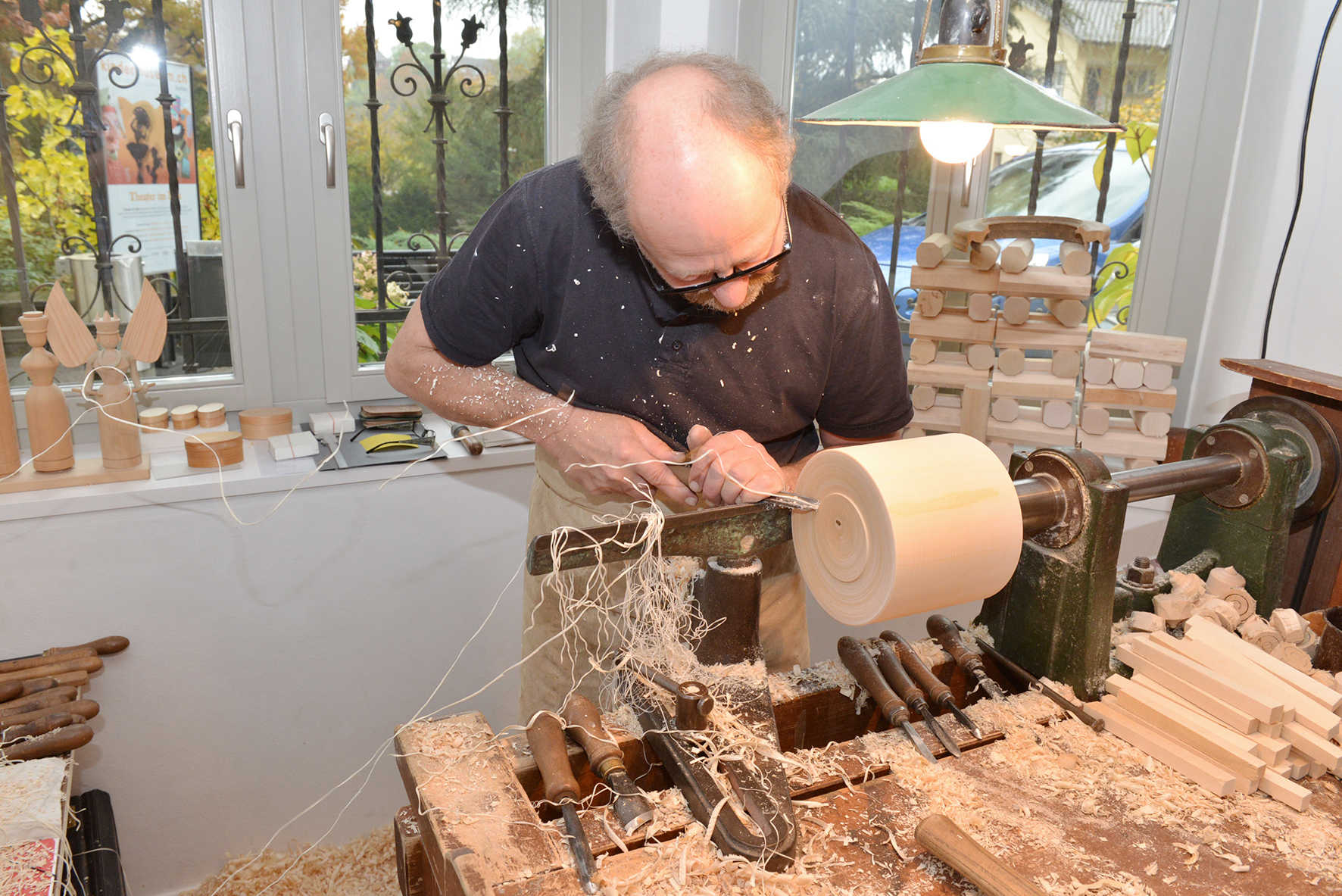
Ein Drechsler aus dem Erzgebirge zeigt sein Können in der Museumswerkstatt.

Sonja und Roger Kaysel begannen 1965 mit dem systematischen Aufbau einer kindheitsgeschichtlichen Studiensammlung.  Sie gründeten 1983 den Verein Schweizer Kindermuseum. Im Haus zum Schwert in Baden wurde das Museum 1985 eröffnet.  Zum Fortbestand der Institution wurde 1996 die Stiftung Schweizer Kindermuseum gegründet. Sonja und Roger Kaysel erhalten 1997 den Ehrendoktor der Universität Bern. Eine private Schenkung für den Erwerb eines eigenen Domizils ermöglichte 2002 die Neueröffnung des Museums in einer Gründervilla aus dem Jahre 1896 am Ländliweg 7 in Baden. Heute wird das Museum von Daniel und Marcel Kaysel geleitet. Ihnen wurde die Studiensammlung 2015 übertragen.

## Standort
Das Schweizer Kindermuseum befindet sich seit 2002 in einer denkmalgeschützten Gründervilla am Ländliweg 7 in Baden. Die Villa wurde 1896/97 von den Architekten Dorer und Füchslin aus Baden im Stil eines italienischen Landhauses gebaut. Bauherr war Fritz Funk, Kommanditär und kaufmännischer Leiter bei Brown Boveri & Cie. (BBC) in Baden. Die Villa befindet sich südlich der Badener Altstadt in der Nachbarschaft der Villa Boveri, an der Kante eines zur Limmat hin abfallenden Hanges.